# 自主廃業
自主廃業（じしゅはいぎょう）とは、法人や個人事業主が自主的に事業を廃すること。事業の財務状況、役員の事情、事業の将来性などを考慮し、自主的に廃業する場合を言う。

## 自主廃業した・する予定の会社の例
- 山一證券 - 会社規模があまりにも大きく利害関係者との調整ができないことを裁判所が通達したため会社更生法が適用されなかった。
- 日東あられ新社
- トランスアジア航空
- SMILE-UP.（旧ジャニーズ事務所）